# Maude Barlow

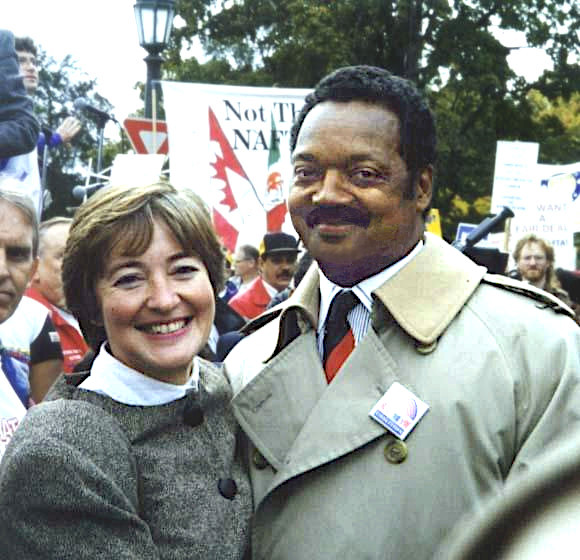
Barlow avec l'activiste américain Jesse Jackson

Maude Barlow, (24 mai 1947) est une écrivaine et militante canadienne. Elle est engagée dans plusieurs causes, dont le droit des femmes à l’équité sociale et économique, les questions reliées à l’environnement et à la justice. Elle est récipiendaire de nombreux prix et distinctions, dont le prix Nobel alternatif en 2005.

## Biographie
Après une enfance traditionnelle et chrétienne — église le dimanche et scoutisme — passée en Nouvelle-Écosse, Maude Barlow part pour Ottawa. Son père Bill McGrath, travailleur social et héros de la guerre, a fait campagne pour l'abolition de la peine de mort. Il lui a appris l'importance de défendre des idéaux. Sa mère Flora Wilkie la conduit à reconnaître la sagesse d'un commentaire fait par Virginia Woolf : « Car nous, c’est à travers la pensée de nos mères que nous pensons, si nous sommes femmes... ». Les préoccupations sociales de ses parents ont été en partie responsable du choix qu'elle a fait plus tard de devenir une militante. 
Dans Democracy à la Maude, sa mère raconte que Maude Barlow est née le jour de l'anniversaire de la reine Victoria et que, pendant toute sa petite enfance, elle a cru que les feux d'artifice étaient pour elle! Ses sœurs ont toujours su qu'elle serait une « réformatrice ». Très tôt, elle défend ses idées. « Sur toutes les photos, Maude avait la bouche ouverte », se souvient l'une de ses sœurs.
En 1965, elle épouse Garnet Barlow. Après la naissance de ses deux fils Charlie et Billy, elle s'engage dans le mouvement féministe, militant pour l'intégration des femmes dans les milieux de travail. Son mariage n'a pas duré, sans doute parce que, comme le dit Maude : « Il était le premier garçon dont je suis tombée amoureuse ». Plus tard, elle épouse l'avocat Andrew Davis et reste très amie avec son ancien mari.
En 1975, Maude fait partie d'un groupe de femmes qui travaillent pour faire progresser la condition des femmes dans les prisons.
En 1980, elle est directrice du bureau pour l'égalité des chances pour les femmes  à Ottawa où elle aide à l'intégration des femmes dans les emplois non traditionnels (la police par exemple).
En 1983, Pierre Elliott Trudeau lui demande de concevoir le programme politique du gouvernement concernant les femmes. Elle brigue ensuite un siège à la Chambre des communes du Canada. Mais elle n'est pas retenue lors de l'assemblée d'investiture. Après cet échec, elle se retire de la politique. 
À l'automne 1985, Mel Hurtig fonde le Conseil des Canadiens, une organisation de défense des citoyens, dont Maude assure la présidence depuis 1988. Elle est aussi la cofondatrice du Projet Planète bleue, qui travaille au niveau international pour le droit à l'eau. Maude Barlow préside également le conseil de Food & Water Watch et, elle est également un membre exécutif du San Francisco International Forum on Globalization.
En 2001, Maud Barlow écrit un texte essentiel de lutte contre le mouvement de mondialisation et particulièrement l'AGCS.
Maude Barlow, surnommée la « Ralph Nader du Canada », est conseillère au Conseil pour l'avenir du monde.
Le 27 février 2008, Amy Goodman reçoit Maude Barlow, dans son émission Democracy Now!, au cours de laquelle celle-ci expose que, désormais, l'eau est considérée comme un bien de consommation au même titre que le pétrole, et que la pénurie d'eau est proche. Le 14 octobre 2008, à l'ONU, le président de la 63e assemblée générale,  Miguel d’Escoto Brockmann a nommé Maude Barlow, Conseillère principale du Président de l’Assemblée pour les questions de l’eau. 
Grâce au militantisme et à l'activisme de Maude Barlow en faveur du droit à l'eau, l'assemblée générale de l'ONU du 28 janvier 2010 reconnait l'accès à une eau de qualité et à des installations sanitaires comme un droit humain. La quarantaine d'Etats s'étant abstenus comme l'Australie, les Etats-Unis, le Canada sont ceux qui ont la volonté de faire de l'eau une marchandise, selon Maude Barlow, c'est-à-dire d'en faire un marché.

## Reconnaissance
- Maude Barlow a reçu des doctorats honorifiques de huit universités canadiennes pour son travail de justice sociale.
- Elle a reçu le Prix « Lannan Cultural Freedom Fellowship 2005/2006 ».
- Avec Tony Clark, Maude Barlow est récipiendaire du prix Nobel alternatif en 2005, « pour leur travail exemplaire au niveau mondial et de longue date pour rendre le commerce équitable et la reconnaissance du droit humain fondamental d'accès à l'eau »
- En 2008, elle reçoit le prix Hommage, le prix le plus prestigieux en environnement décerné au Canada.
- Le 3 juin 2009, un doctorat honorifique en droit de l'Université Trent, à Peterborough, en Ontario.

## Citation
« Sous le modèle actuel de mondialisation, tout est à vendre. Les zones autrefois considérées comme notre patrimoine commun sont « marchandisées », commercialisées et privatisées à un rythme alarmant. Aujourd'hui, plus que jamais, les cibles de cette agression comprennent les blocs constitutifs de la vie comme nous la connaissons sur cette planète, notamment l'eau douce, le génome humain, les semences et variétés de plantes, l'air et l'atmosphère, les océans et l'espace extra-atmosphérique. La défense de ces richesses communes est l'une des grandes luttes idéologiques et sociales de notre temps,. »

— Maude Barlow, lors du discours d'acceptation du prix Nobel alternatif 9 décembre 2005

## Œuvres
Maude Barlow est l'auteure de best-sellers et coauteure de 16 livres publiés dans plus de 50 pays ; une partie de ses écrits est traduit en français :
- Maude Barlow et Tony Clarke, La bataille de Seattle : sociétés civiles contre mondialisation marchande, Fayard, 2002, 385 p. (ISBN 978-2-213-61245-4)
- Maude Barlow et Tony Clarke, L'or bleu : L'eau, nouvel enjeu stratégique et commercial, Boréal, 2005, 390 p. (ISBN 978-2-7646-0389-5)
- Maude Barlow et Tony Clarke (trad. de l'anglais par Paule Noyart), L'or bleu : L'eau, le grand enjeu du XXIe siècle, Paris, Hachette Littératures, 2007, 390 p. (ISBN 978-2-01-279299-9)
- Maude Barlow (trad. de l'anglais par Françoise Forest), Vers un pacte de l'eau, Montréal/Escalquens, Editions Ecosociété, 2010, 245 p. (ISBN 978-2-923165-59-2)

Outre de nombreux rapports, Maud Barlow est coauteur avec Elizabeth May, Heather-Jane Robertson, Bruce Campbell et Jim Winter. Elle est aussi l'auteur d'une autobiographie :
- (en) Maude Barlow, The Fight of My Life : Confessions of an Unrepentant Canadian, HarperCollins Publishers, 1998, 256 p. (ISBN 978-0-00-255761-0)

## Dans la culture
L'Office national du film du Canada a créé un documentaire : Democracy à la Maude. CBC Television, dans le cadre de sa série « Life and Times », a créé une biographie : Immovable: The Legend of Maude Barlow.

### Citations originales
1. ↑  (en) « We are living in a period of history when the common heritage of both humanity and the earth appears to be under systemic siege. Under the current model of globalization, everything is for sale. Areas once considered our common heritage are being commodified, commercialized and privatized at an alarming rate. Today, more than ever before, the targets of this assault comprise the building blocs of life as we know it on this planet, including freshwater, the human genome, seeds and plant varieties, the air and atmosphere, the oceans and outer space. The assault on, and defence of, the commons is one of the great ideological and social struggles of our times. »

### Filmographie
Maude Barlow apparaît dans ces documentaires : 
- Blue Gold: World Water Wars de Sam Bozzo,
- Flow: For Love of Water d'Irena Salina,
- Water On The Table de Liz Marshall.